# Cynorkis bardotiana
Cynorkis bardotiana är en orkidéart som beskrevs av Jean Marie Bosser. Cynorkis bardotiana ingår i släktet Cynorkis, och familjen orkidéer. Inga underarter finns listade i Catalogue of Life.